# Isaac Puente Amestoy
Isaac Puente Amestoy (Las Carreras, Abanto-Zierbena, 3 de juny de 1896 - ¿Pancorbo?, 1 de setembre de 1936) va ser un metge anarquista basc, resident a la localitat alabesa de Maeztu, activista de la Confederació Nacional del Treball (CNT) i la Federació Anarquista Ibèrica (FAI). La seva família era carlina, i el seu pare hagué d'exiliar-se després de la Tercera Guerra Carlina. Establit a Vitòria, estudià medicina a la Universitat de Valladolid
Defensava punts de vista neomalthusians i naturistes, i era un defensor de la higiene i la fi de la prostitució i estava a favor del feminisme.
Des de 1923 va col·laborar en premsa com a divulgador de qüestions de salut i sexualitat en revistes com Iniciales, Generación Consciente o Estudios amb el pseudònim Un médico rural.
El seu pamflet més conegut i influent va ser El comunismo libertario, publicat en 1932, que va inspirar la resolució final del congrés de Saragossa de la CNT al maig de 1936. El 16 d'abril de 1932 fou detingut arran dels fets de Vitòria, que provocaren la mort d'un policia, però fou alliberat després d'una vaga de fam.
El 28 de juliol de 1936 fou empresonat en Vitòria, Puente va ser assassinat per les forces franquistes al començament de la Guerra Civil espanyola, probablement als voltants de la localitat burgalesa de Pancorbo.
Personatge de gran influència en el seu temps, sobretot en els cercles anarquistes i mèdics, el seu assassinat va ser condemnat per múltiples personalitats de l'època. Va donar nom al batalló Isaac Puente, format al setembre de 1936, sent el batalló nº 3 de la Confederació Nacional del Treball (CNT) i nº 11 de l'Eusko Gudarostea.